# Lotus 2-Eleven
Lotus 2-Eleven je lagani sportski automobil kojeg od 2007. proizvodi engleski proizvođač automobila Lotus. 
Napravljen je na šasiji Lotusa Exige, ali dodatno olakšan na samo 670 kg. Prvenstveno je namijenjen samo za trkaće staze, ali uz nadoplatu Lotus ga može pretvoriti u legalni cestovni automobil. Upravo ta mala masa i 1.8 litreni motor od 252 KS omogućuju mu ubrzanje od 0 do 100 km/h za samo 3.8 sekundi i maksimalnu brzinu od 241 km/h. 

## Vanjska poveznica
- Lotus 2-Eleven  Arhivirana inačica izvorne stranice od 22. lipnja 2010. (Wayback Machine)